# گورستان آبزا
گورستان آبزا در شهرستان ایلام، بخش چوار، روستای آبزا واقع شده و این اثر در تاریخ ۹ اردیبهشت ۱۳۸۲ با شمارهٔ ثبت ۸۴۳۸ به‌عنوان یکی از آثار ملی ایران به ثبت رسیده است.